# Raoul Rigault
Raoul Rigault (1846, Paříž – 24. května 1871, tamtéž) byl to francouzský revolucionář, novinář a politik radikálně levicového smýšlení. Názory historiků na něj se různí. Patřil mezi nejvýznamnější osobnosti Pařížské komuny.

## Biografie
Narodil se do rodiny poradce státní prefektury, nebyl tedy z chudých poměrů. Dal se na studium polytechniky, při studiu se však setkal se stoupenci tehdy slavného revolucionáře Blanquiho. Rigaulta Blanquiho myšlenky zaujaly. Později začal aktivně spolupracovat i s marxisty, v zásadě však vždy zůstal uvědomělým blanquistou. Začal psát do levicových a republikánských novin a jeho články patřily mezi nejkvalitnější a nejpopulárnější. Organizoval studentstvo a jeho hlavní myšlenkou bylo spojit dělníky a intelektuály a zopakovat Velkou francouzskou revoluci, v níž viděl svůj hlavní ideál. Roku 1866 byl poprvé zatčen, a to v kavárně při debatě se zástupci jakobínů a anarchistů. Byl propuštěn roku 1868. Začal psát do filosoficko-vědeckého materialisticky zaměřeného časopisu Demokritos, za což byl znovu zatčen. 4. října, když padlo Druhé císařství a byla vyhlášena pravicová Vláda národní obrany, byl propuštěn z vězení. Podílel se na neúspěšném povstání 31. října. Vstoupil do Národní gardy a stal se jejím důstojníkem. 22. ledna 1871 se účastnil demonstrace proti Vládě národní obrany, kde bylo četníky postříleno 5 demonstrantů a desítky zraněny. 18. března došlo v Paříži k vítězné revoluci a byla vyhlášena Komuna a 20. března se Rigault stal hlavním prokurátorem Komuny a zástupcem lidu v oblasti policie a soudnictví. Patřil do velitelství Národní gardy. V zastupitelstvu Komuny patřil k blanquistické frakci. Byl to on, kdo zjednal pořádek v ulicích a postaral se o ozbrojení lidu. Když došlo k nárůstu kontrarevolučních živlů a vládních agentů ve městě, rozhodl se Rigault zakročit a zahájil rudý teror. Národní garda popravila celkem asi 800 lidí, převážně bohatých měšťanů, zámožných kupců, kněží, důstojníků, vládních agentů a teroristů. Rigault vlastnoručně podepsal rozsudek smrti nad biskupem Darboyem, tehdejší největší katolickou autoritou Evropy. 22. května vpadla vládní vojska do Paříže a nastal tzv. Krvavý týden. Rigault v uniformě Národní gardy bojoval s puškou v ruce na barikádách a zde byl také 24. května zasažen kulkou. Vládní vojáci následně jeho mrtvolu znetvořili a týden ji nechali ležet ve stoce.